# Segnale analitico
Un segnale analitico, in matematica e nella teoria dei segnali, è un segnale (in generale una funzione del tempo), ad esempio un segnale elettrico, che non possiede componenti a frequenza negativa. La rappresentazione analitica di una funzione (non correlata con la nozione di funzione analitica) consiste in una funzione complessa di frequenza positiva; ciò facilita spesso il trattamento e le manipolazioni matematiche sul segnale stesso. L'idea di base è che le componenti a frequenze negative dello spettro del segnale, cioè della trasformata di Fourier del segnale, possono essere trascurate a causa della proprietà di simmetria complessa coniugata (simmetria Hermitiana) dello spettro stesso: per un segnale reale la parte reale e il modulo della trasformata sono simmetrici rispetto all'origine (funzione pari), mentre la parte immaginaria e la fase sono antisimmetriche (dispari).
In questo modo trascurando metà dello spettro non vi è perdita di informazione. Tuttavia il segnale ricostruito antitrasformando il segnale analitico non è più un segnale reale, ma è un segnale complesso di variabile complessa, sebbene la conversione alla rispettiva funzione reale consista in pratica nell'eliminazione della sola parte immaginaria. Tale rappresentazione analitica rende certe caratteristiche del segnale più accessibili e facilita la derivazione delle tecniche di modulazione/demodulazione, specialmente a singola banda laterale (single-sideband).
La rappresentazione analitica è una generalizzazione della notazione dei fasori propria dell'elettrotecnica (notazione di Steinmetz): mentre quest'ultima è ristretta a segnali con ampiezza, fase e frequenza tempo-invarianti, la notazione analitica consente di avere parametri tempo-varianti ovvero non costanti.

## Definizione
Si consideri un segnale o funzione {\displaystyle x(t)} a valori reali avente trasformata di Fourier {\displaystyle X(f)}, e sia {\displaystyle u(f)} è la funzione gradino di Heaviside. Allora la funzione:
{\displaystyle X_{\mathrm {a} }(f)\equiv X(f)\cdot 2\mathrm {u} (f)={\begin{cases}\ \ 2X(f)&{\mbox{per }}f>0\\\ \ X(f)&{\mbox{per }}f=0\\\ \ 0&{\mbox{per }}f<0\end{cases}}}
contiene solo le componenti in frequenza non negative di {\displaystyle X(f)}. Raddoppiare in ampiezza lo spettro ha l'obiettivo di preservare il contenuto energetico del segnale originario stesso precedentemente esteso anche sul lato negativo (simmetrico) delle frequenze. L'operazione sopra esposta inoltre è reversibile, a causa della proprietà di hermitianità di {\displaystyle X(f)}:
{\displaystyle X(f)={\begin{cases}\ \ {1 \over 2}X_{\mathrm {a} }(f)\qquad f>0\\\ \ {1 \over 2}X_{\mathrm {a} }^{*}(|f|)\qquad f<0\end{cases}}}

Il segnale analitico nel dominio del tempo {\displaystyle x_{\mathrm {a} }(t)} si ottiene antitrasformando il segnale {\displaystyle X_{\mathrm {a} }(f)}, per evidenziare ciò che si ottiene da tale antitrasformazione si riscriva la definizione di {\displaystyle X_{\mathrm {a} }(f)}nel seguente modo:
{\displaystyle X_{\mathrm {a} }(f)=X(f)[1+sign(f)]}
dove {\displaystyle sign(f)={\begin{cases}\ \ \ \ \ {1}\qquad f>0\\\\\ \ \ \ \ {0}\qquad f=0\\\\\ \ {-1}\qquad f<0\\\end{cases}}}
{\displaystyle \longrightarrow X_{\mathrm {a} }(f)=X(f)+X(f)sign(f)}
{\displaystyle {\begin{aligned}\longrightarrow {{\mathcal {F}}^{-1}\{X_{\mathrm {a} }(f)\}}={{\mathcal {F}}^{-1}\{X_{\mathrm {} }(f)\}}+{{\mathcal {F}}^{-1}\{X_{\mathrm {} }(f)sign(f)\}}\end{aligned}}}

{\displaystyle {\begin{aligned}\longrightarrow {{\mathcal {F}}^{-1}\{X_{\mathrm {a} }(f)\}}={{\mathcal {F}}^{-1}\{X_{\mathrm {} }(f)\}}+{{\mathcal {F}}^{-1}\{X_{\mathrm {} }(f)\}}*{{\mathcal {F}}^{-1}\{sign(f)\}}\end{aligned}}}

Per effettuare ora l'antitrasformata del termine {\displaystyle {{\mathcal {F}}^{-1}\{sign(f)\}}} si procede calcolando la trasformata di Fourier del segnale {\displaystyle sign(t)}e si applica poi la proprietà di dualità:

{\displaystyle {{\mathcal {F}}\{sign(t)\}}=\textstyle \int _{-\infty }^{+\infty }\displaystyle sign(t)e^{{-2\pi }{ift}}dt=\textstyle \int _{-\infty }^{0}\displaystyle sign(t)e^{{-2\pi }{ift}}dt+\textstyle \int _{0}^{+\infty }\displaystyle sign(t)e^{{-2\pi }{ift}}dt}

{\displaystyle \textstyle \int _{0}^{+\infty }\displaystyle sign(t)e^{{-2\pi }{ift}}dt={\frac {1}{-2{\pi }if}}[\lim _{t\to \infty }(e^{{-2\pi }{ift}})-1]={\frac {1}{2{\pi }if}}}

{\displaystyle \textstyle -\int _{-\infty }^{0}\displaystyle sign(t)e^{{-2\pi }{ift}}dt=\textstyle \int _{0}^{+\infty }\displaystyle sign(t)e^{{-2\pi }{ift}}dt={\frac {1}{2{\pi }if}}}

{\displaystyle \longrightarrow {{\mathcal {F}}\{sign(t)\}}={\frac {1}{2{\pi }if}}+{\frac {1}{2{\pi }if}}={\frac {1}{{\pi }if}}}

Quindi ricordando la proprietà di dualità della trasformata di Fourier si ha:

{\displaystyle {{\mathcal {F}}^{-1}\{sign(f)\}}={\frac {1}{{\pi }i(-t)}}={\frac {i}{{\pi }t}}}

quindi la quantità:

{\displaystyle {\begin{aligned}{{\mathcal {F}}^{-1}\{X_{\mathrm {a} }(f)\}}={{\mathcal {F}}^{-1}\{X_{\mathrm {} }(f)\}}+{{\mathcal {F}}^{-1}\{X_{\mathrm {} }(f)\}}*{{\mathcal {F}}^{-1}\{sign(f)\}}\end{aligned}}}

vale
{\displaystyle x_{\mathrm {a} }(t)=x(t)+x(t)*{\frac {i}{{\pi }t}}}

{\displaystyle \longrightarrow x_{\mathrm {a} }(t)=x(t)+i[x(t)*{\frac {1}{{\pi }t}}]}

la quantità tra parentesi quadre al secondo membro rappresenta la trasformata di Hilbert del segnale {\displaystyle x(t)}pertanto l'espressione di {\displaystyle x_{\mathrm {a} }(t)} si può esprimere anche come:

{\displaystyle x_{\mathrm {a} }(t)=x_{\mathrm {} }(t)+i{{\mathcal {H}}\{x(t)\}}}

dove {\displaystyle {{\mathcal {H}}\{x(t)\}}} è la trasformata di Hilbert di {\displaystyle x(t)} e {\displaystyle i} è l'unità immaginaria.

## Esempi
- Dato {\displaystyle x(t)=\cos(\omega _{0}t)}, per un parametro reale generico {\displaystyle \omega _{0}>0}, la trasformata è:

{\displaystyle {{\mathcal {H}}\{x(t)\}}=\cos(\omega _{0}t-{\begin{matrix}{\frac {\pi }{2}}\end{matrix}})=\sin(\omega _{0}t)}
e l'antitrasformata della trasformata privata di parte negativa è la rappresentazione analitica:
{\displaystyle x_{\mathrm {a} }(t)=\cos(\omega _{0}t)+i\cdot \sin(\omega _{0}t)=e^{i\omega _{0}t}}
Si tratta di un segnale a valori complessi con fase crescente (frequenza positiva). Quanto detto segue anche dalla formula di Eulero che:
{\displaystyle \cos(\omega _{0}t)={\begin{matrix}{\frac {1}{2}}\end{matrix}}(e^{i\omega _{0}t}+e^{-i\omega _{0}t})}
Quando si tratta con semplici sinusoidi o somma di sinusoidi si può dedurre {\displaystyle x_{\mathrm {a} }(t)} direttamente, senza determinare prima {\displaystyle {{\mathcal {H}}\{x(t)\}}}.
- Dato:

{\displaystyle x(t)=\cos(\omega t+\theta )={\begin{matrix}{\frac {1}{2}}\end{matrix}}(e^{i(\omega t+\theta )}+e^{-i(\omega t+\theta )})}
Si ha la rappresentazione analitica:
{\displaystyle x_{\mathrm {a} }(t)={\begin{cases}\ \ e^{i|\omega |t}\cdot e^{i\theta }\qquad \omega >0\\\ \ e^{i|\omega |t}\cdot e^{-i\theta }\qquad \omega <0\end{cases}}}
- Sia {\displaystyle x(t)=e^{-i\omega _{0}t}}, per un parametro reale generico {\displaystyle \omega _{0}>0}. Si ha:

{\displaystyle {{\mathcal {H}}\{x(t)\}}=i\cdot e^{-i\omega _{0}t}\qquad x_{\mathrm {a} }(t)=e^{-i\omega _{0}t}+i^{2}\cdot e^{-i\omega _{0}t}=0}

## Parte negativa dello spettro
I segnali analitici sono spesso traslati in frequenza (conversione in discesa) verso la frequenza nulla (asse delle frequenze), cosa che crea componenti in frequenza negative non simmetriche. Una ragione di ciò è quella di consentire ai filtri passa-basso con coefficienti reali di essere usati per limitare l'ampiezza di banda del segnale. Un'altra ragione è ridurre le alte frequenze che a loro volta riducono la frequenza minima per il campionamento anti-aliasing. Una traslazione in frequenza non mina la trattabilità matematica della rappresentazione tramite segnale complesso. Così, in questo senso, il segnale convertito è ancora analitico. Ad ogni modo ripristinare la rappresentazione a valori reali del segnale non diventa più una semplice questione di estrazione del valore reale. La conversione verso l'alto è indubbiamente richiesta e se il segnale è stato campionato, l'interpolazione potrebbe anche essere necessaria per evitare l'aliasing.
Il complesso coniugato di un segnale analitico contiene solo componenti a frequenza negativa. In questo caso non c'è perdita di informazione e reversibilità scartando la parte immaginaria. Indubbiamente la componente reale del complesso coniugato è la stessa della componente reale del segnale analitico. Ma in questo caso la sua estrazione ripristina invece le componenti soppresse a frequenza positiva.
Un altro modo per ottenere uno spettro di frequenze negative è traslare in frequenza il segnale analitico sufficientemente nella direzione negativa. L'estrazione della componente reale ripristina ancora le frequenze positive. Ma in questo caso il loro ordine è rovesciato: le frequenze basse sono ora le frequenze alte. Questo può essere usato per demodulare un tipo di segnale a singola banda laterale chiamato segnale inferiore o a banda laterale invertita.

## Applicazioni
Il segnale analitico può essere espresso in termini di coordinate polari complesse {\displaystyle x_{\mathrm {a} }(t)=A(t)e^{j\phi (t)}}, dove:
{\displaystyle A(t)=|x_{\mathrm {a} }(t)|={\sqrt {x^{2}(t)+{\hat {x}}^{2}(t)}}\qquad \phi (t)=\arg \left\{x_{\mathrm {a} }(t)\right\}}

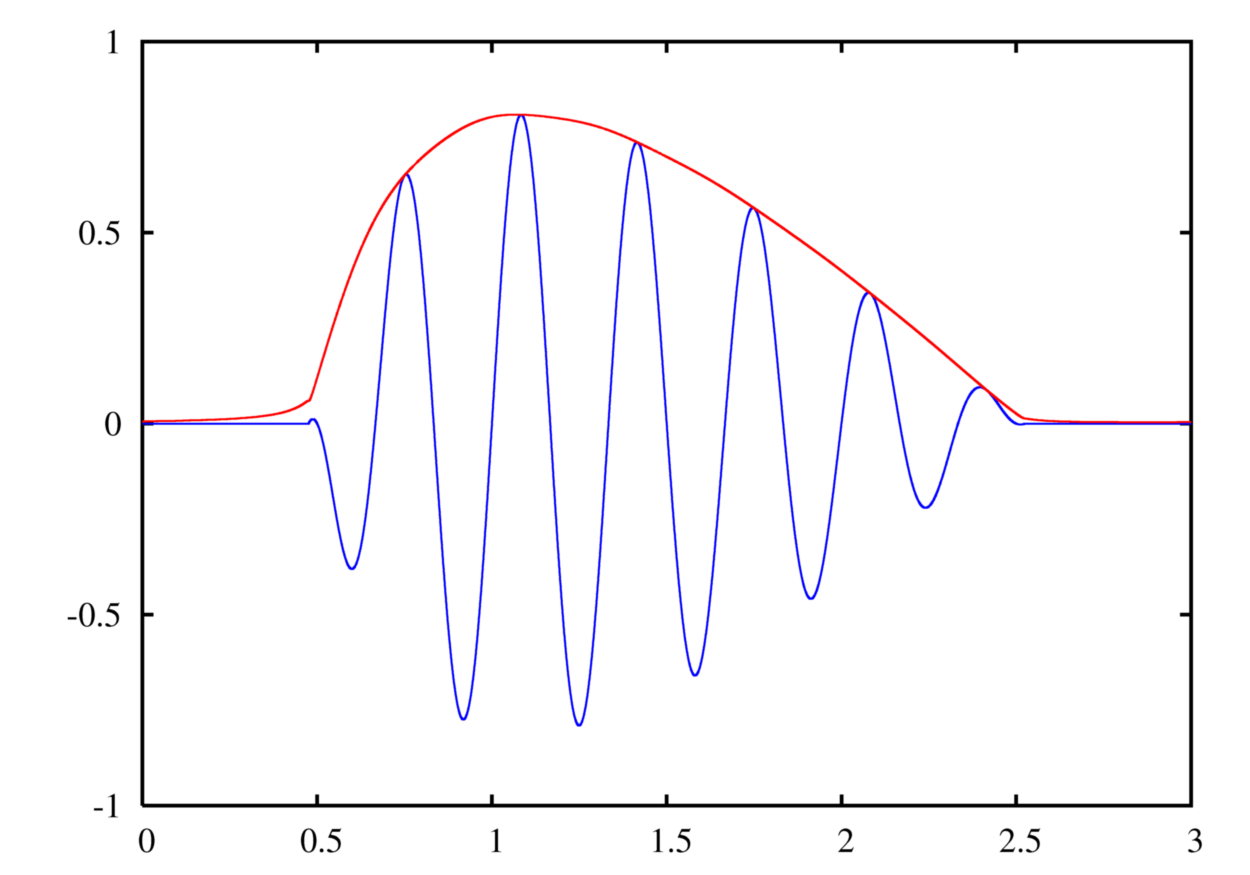
Un segnale (in blu) e l'ampiezza (in rosso) del rispettivo segnale analitico.

sono rispettivamente l'ampiezza e fase (istantanea) del segnale {\displaystyle x(t)}. La derivata rispetto al tempo della fase è la pulsazione:
{\displaystyle \omega (t)\ {\stackrel {\mathrm {def} }{=}}\ \phi '(t)={\frac {d}{dt}}\phi (t)}
Tali grandezze sono usate per misurare e rilevare caratteristiche locali del segnale; un'altra applicazione della rappresentazione analitica di un segnale coinvolge la demodulazione di un segnale modulato, in quanto le coordinate polari separano convenientemente gli effetti della modulazione di ampiezza e fase (o frequenza).
Il segnale analitico può essere rappresentato come:
| {\displaystyle x_{\mathrm {a} }(t)} | {\displaystyle =\left[A(t)e^{j\phi (t)}e^{-j\omega _{0}t}\right]\ e^{j\omega _{0}t}} |
|                                     | {\displaystyle =\gamma (t)\cdot e^{j\omega _{0}t}}                                   |
dove:
{\displaystyle \gamma (t)=A(t)\cdot e^{j(\phi (t)-\omega _{0}t)}}
è l'inviluppo complesso, detto anche equivalente passa-basso, poiché si tratta del segnale analitico traslato nell'origine, ovvero in banda base. L'inviluppo complesso non è unico; al contrario è determinato da un arbitrario assegnamento di {\displaystyle \omega _{0}}, e questo concetto è spesso usato quando si tratta con segnali passabanda. Se {\displaystyle x(t)} è il segnale modulato, {\displaystyle \omega _{0}} è usualmente assegnato per essere una frequenza portante; in altri casi è selezionato per essere nel mezzo della banda di frequenze, oppure è scelto per minimizzare:
{\displaystyle \int _{0}^{+\infty }(\omega -\omega _{0})^{2}|X_{\mathrm {a} }(\omega )|^{2}\,d\omega }
Alternativamente, {\displaystyle \omega _{0}} può essere assegnato per minimizzare l'errore quadratico medio approssimando linearmente la fase istantanea {\displaystyle \phi (t)}:
{\displaystyle \int _{-\infty }^{+\infty }(\omega (t)-\omega _{0})^{2}|x_{\mathrm {a} }(t)|^{2}\,dt}
o ancora alternativamente (per qualche {\displaystyle \theta }):
{\displaystyle \int _{-\infty }^{+\infty }\left(\phi (t)-(\omega _{0}t+\theta )\right)^{2}\,dt}